# Cyrano de Dominicis
Cyrano Louis Jullio de Dominicis (Moirans, Isère, 16 de março de 1927) é um físico teórico francês. Trabalha com mecânica estatística.
Cyrano de Dominicis estudou a partir de 1948 na École Polytechnique. Foi professor no Service de Physique Théorique no Commissariat à l’énergie atomique et aux énergies alternatives em Saclay. Em 1968 foi cientista convidado na Universidade Harvard, onde trabalhou com Paul Cecil Martin.
Em 1961 recebeu o Prêmio Paul Langevin e em 1996 o Prêmio Ampère.

## Obras
- com Roger Balian, Microscopic approach to the Landau theory of the Bose liquid, Physica, Volume 30, 1964, p. 1933-1937.
- com Roger Balian, Quasiparticle formulation of quantum statistics, Physica, Volume 30, 1964, p. 1927-1932.
- com Roger Balian, Statistical quasiparticles, effective green’s functions, and Landau descriptions of quantum liquids I. Impurity Systems at Equilibrium, Annals of Physics, Volume 62, 1971, p. 229-292.
- Variational formulations of equilibrium statistical mechanics, Journal of Mathematical Physics, Volume 3, 1962, p. 983.
- com Philippe Nozières, Singularities in the x-ray absorption and emission of metals, Parte III (One body theory exact solution), Physical Review, Volume 178, 1969, p. 1097 (Nozières about in Science Citation Classics, pdf).
- com Paul C. Martin, "Stationary entropy principle and renormalization in quantum systems," I, II, Journal of Mathematical Physics, Volume 5, 1964, p. 14.
- com Irene Giardina Random fields and spin glasses: a field theory approach, Cambridge University Press, 2006.